# Cratichneumon broweri
Cratichneumon broweri là một loài tò vò trong họ Ichneumonidae.